# Je n'sais même plus de quoi j'ai l'air
Singles de Marc Lavoine
Pour une biguine avec toi
(1984)
Je n'sais même plus de quoi j'ai l'air est une chanson de Marc Lavoine. Écrite par Lavoine et composée et produite par Fabrice Aboulker, elle sort en single en 1983 et marque les débuts du chanteur.
Lors de sa sortie, Je n'sais même plus de quoi j'ai l'air rencontre un succès restreint au hit-parade en France, où il est classé seize semaines consécutives à partir du 30 juillet 1983. Le titre sera intégré dans la version CD du premier album de Marc Lavoine, qui le reprendra en concert à La Cigale en 1987.

## Liste des titres
45 tours Philips 812 085-7
| No | Titre                                  | Durée |
| -- | -------------------------------------- | ----- |
| 1. | Je n'sais même plus de quoi j'ai l'air | 3:33  |
| 2. | J'aime le tango                        | 3:14  |

## Classement
| Classement    | Meilleure position |
| ------------- | ------------------ |
| France (IFOP) | 79                 |

## Crédits
- Fabrice Aboulker – producteur pour AVREP
- Pascal Stive – arrangements
- Alain Marouani – pochette

Source : Encyclopédisque